# Staurastrum subcuciatum
Staurastrum subcuciatum là một loài Song tinh tảo trong họ Desmidiaceae, thuộc chi Staurastrum.